# Mopan

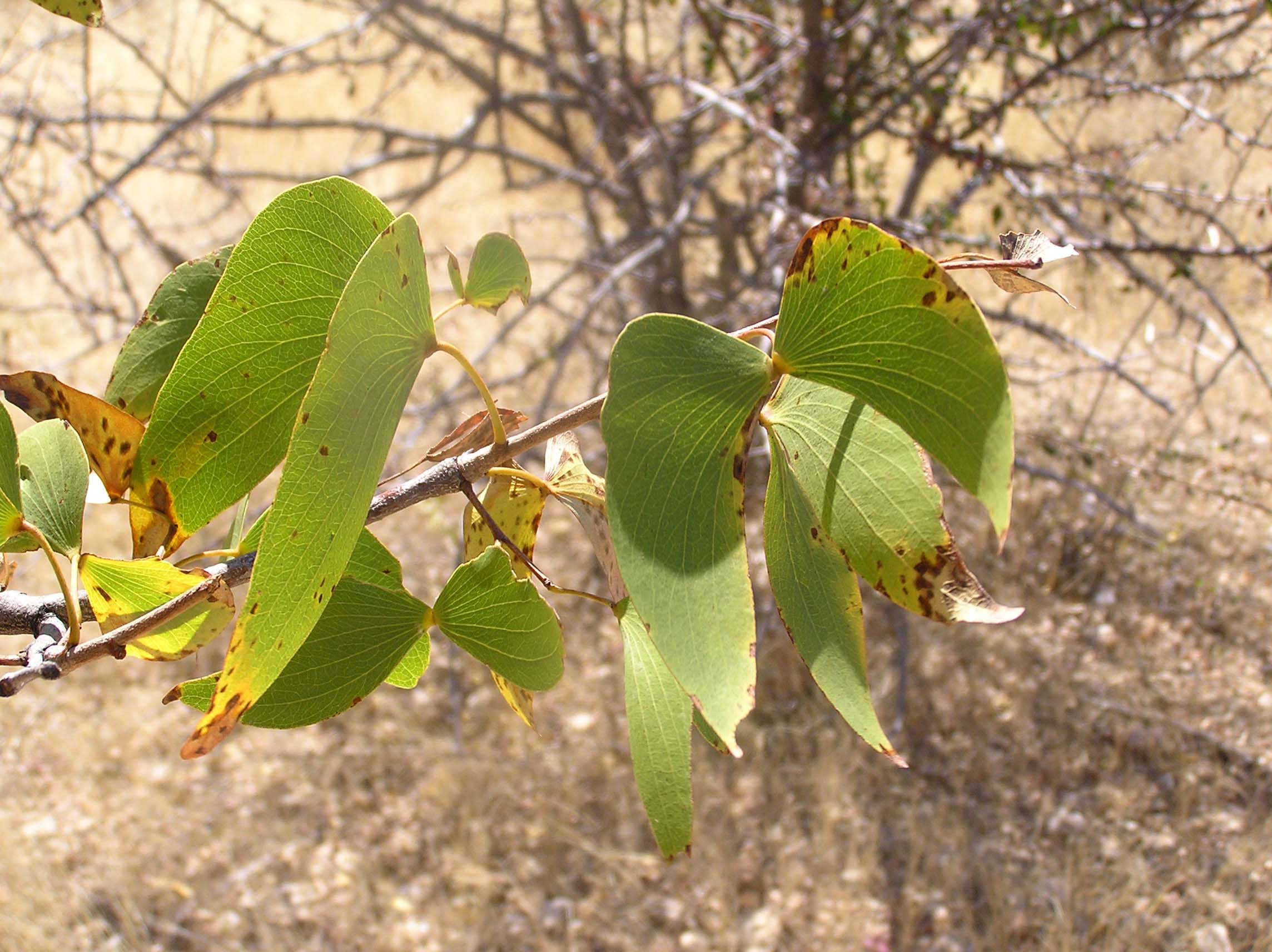
Listy mopanu

Mopan je rod rostlin z čeledi bobovité, jehož jediným zástupcem je Colophospermum mopane. Je to keř až strom s dvoulistými listy a nenápadnými květy. Vyskytuje se v jižních oblastech střední Afriky, kde často vytváří dominantní porosty, tzv. mopanové lesy. Tato dřevina poskytuje mnohostranný užitek.

## Popis
Mopan je beztrnný opadavý nebo poloopadavý keř až strom dorůstající výšky až 20 metrů. Borka je šedohnědá, hluboce podélně brázditá. Listy jsou dvoulisté, krátce řapíkaté, složené ze 2 asymetrických, přisedlých, kožovitých lístků. Lístky jsou 5 až 10 cm dlouhé, na ploše prosvítavě tečkované. Palisty jsou opadavé. V poledním žáru se listy zavírají. Květy jsou drobné (asi 0,5 cm dlouhé), bílé až zelenavé, uspořádané ve 2 řadách v úzkých převislých hroznech či latách. Kalich je složen ze 4 kališních lístků. Koruna chybí. Tyčinek je asi 20 až 25, jsou volné a vyčnívají z květů. Semeník je přisedlý nebo stopkatý a obsahuje jediné vajíčko. Čnělka je válcovitá a často bočně připojená k semeníku. Plody jsou podlouhle eliptické až srpovitě vejčité, asi 6 cm dlouhé, tence kožovité, zploštělé nebo naduté, nepukavé. Obsahují jediné ledvinovité, žlutavé semeno.

## Rozšíření
Tento druh je rozšířen v tropické Africe. Je zvláště hojný v Zimbabwe, Malawi, Mosambiku a jihoafrickém Transvaalu, dále se vyskytuje v jižní Angole, severní Botswaně, severní Namibii a jižní Zambii. Stromy rostou na nížinných naplaveninách a na savanách v oblastech se sezónním obdobím sucha. V mnohých nížinných, sušších oblastech Afriky tento druh dominuje a vytváří řídké, tzv. mopanové lesy. Odhaduje se, že tyto lesy pokrývají rozlohu přes 500000 km2.

## Taxonomie
Druh Colophospermum mopane byl poprvé popsán v roce 1865 jako Copaifera mopane. Později byl zařazen do rodu Copaiba. V roce 1949 pak byl přeřazen do samostatného monotypického rodu Colophospermum.

## Ekologické interakce
Květy mopanu jsou pravděpodobně opylovány větrem. V porostech tvoří mopan dominantní složku a často tam nerostou téměř žádné jiné rostliny. Listy mají terpentýnovou vůni a jsou velmi výživné. Obsahují přibližně 12% bílkovin a poskytují potravu mnohým býložravcům, např. slonům. Listím se živí také velké housenky martináče Gonimbrasia belina. Porosty mopanu jsou často zapáleny úderem blesku a jsou považovány za nebezpečný úkryt, neboť dřevo dobře hoří i z čerstva.

## Význam
Dřevo mopanu je červenohnědé až téměř černé, tvrdé, těžké, dobře opracovatelné a odolné vůči termitům. Je používáno na stavby, mostní konstrukce i drobné předměty.
Na listech mopanu žijí housenky martináče Gonimbrasia belina, známé jako "mopanoví červi" (mopane worms). Domorodci je sbírají a po usušení nebo upražení konzumují. Mají oříškovou chuť. Z kůry získávají vlákna a také třísloviny, které používají k vydělávání kůží. Ze dřeva se připravuje léčivo používané při zánětech očí, z kořenů přípravek proti tasemnicím.

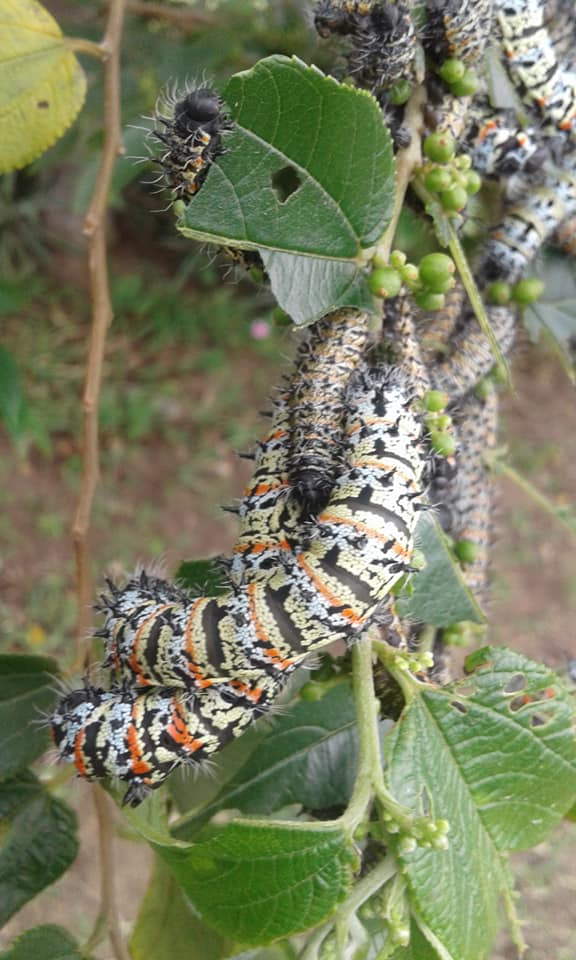
Housenky martináče Gonimbrasia belina
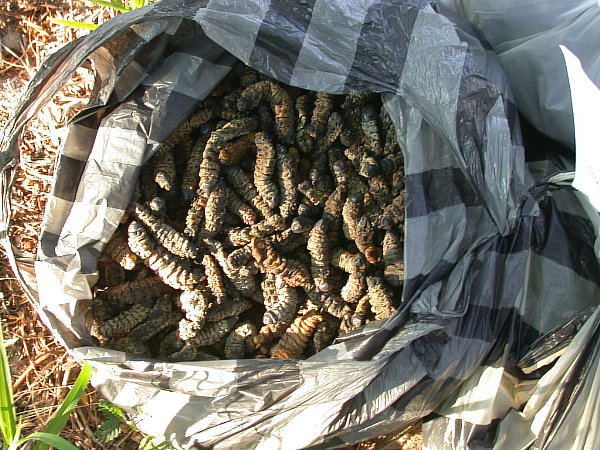
Sušené housenky martináče z mopanu
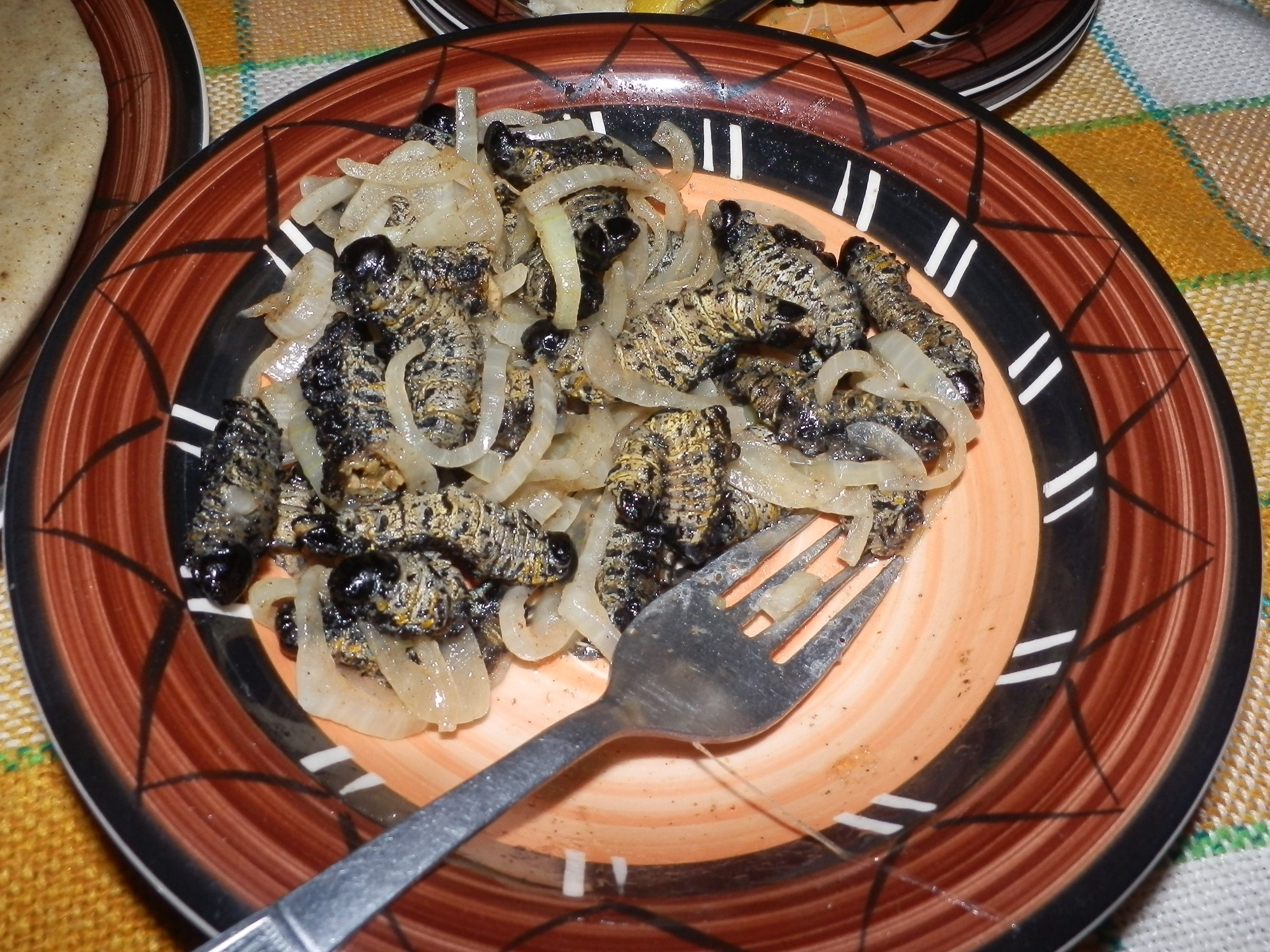
Pokrm z "mopanových červů"